# Arnold Ramsden
Arnold Ramsden (* 30. April 1885, 30. April 1887 oder 30. April 1888 in Prestwich, Lancashire, Vereinigtes Königreich; † 6. Januar 1966 in Dallas, Texas, Vereinigte Staaten) war ein englisch-US-amerikanischer Fußballspieler und -funktionär. Im Jahre 1957 wurde er in der Kategorie „Funktionär“ in die National Soccer Hall of Fame aufgenommen.

## Leben und Karriere
Arnold Ramsden wurde am 30. April 1885, 30. April 1887 oder 30. April 1988 in Prestwich in der Grafschaft Lancashire im Vereinigten Königreich als zweites von neun Kindern von Herbert William Ramsden (1863–1900) und Annie Clara Gerrard (1862–1932) geboren. Am 5. Oktober 1907 heiratete er in der Wesley Chapel in Manchester Mary Agnes Reid (1887–1981), mit der er vier Kind bekam. Zusammen mit seiner Frau und der Erstgeborenen emigrierte er am 25. August 1909, auf der Caronia von Liverpool kommend, in die Vereinigten Staaten. Über die Zentralsammelstelle für Immigranten auf Ellis Island in New York City kam die Familie zuerst nach Philadelphia, ehe sie sich im US-Bundesstaat Illinois niederließ und hier für mehrere Jahre lebte.
Nach einer Karriere als Fußballspieler in seinem Geburtsland und in seiner neuen Heimat betätigte er sich in und um Dallas im US-Bundesstaat Texas, wo er seit Ende der 1920er Jahre mit seiner Familie lebte, als Fußballfunktionär. In dieser Zeit diente er auch kurzzeitig als Commissioner des US-Fußballverbandes für Dallas sowie als District Commissioner für den National Amateur Cup. Im Jahre 1957 wurde er zusammen mit dem ehemaligen Spieler und danach noch jahrzehntelangen Fußballlehrer Vernon Reese in der Kategorie „Funktionär“ in die National Soccer Hall of Fame aufgenommen. Des Weiteren wurde er in die North Texas Soccer Hall of Fame aufgenommen und war der texanische Korrespondent für zahlreiche landesweite Fußballpublikationen (ähnlich den Bill Graham Guides für New York oder den National Soccer News für Chicago).
Am 6. Januar 1966 starb der zeitlebens an Asthma leitende Ramsden 77-, 78- bzw. 80-jährig in einem Altenheim in Dallas; auf seinem Totenschein wird als Todesursache eine Lungeninsuffizienz aufgrund einer Lungenzystenruptur infolge einer Lungenemphysem seines langjährigen Asthmaleidens erwähnt. Seine Beerdigung fand im Grove Hill Memorial Park in Dallas statt.